# Happy Single
Happy Single is een Nederlandse romantische komedie uit 2023 geregisseerd door Anna van Keimpema. De film ging op 13 september 2023 in première.

## Verhaal
De film volgt de jonge psychologe Mollie die gespecialiseerd is in echtscheidingen en niks van vaste relaties moet hebben, omdat ze niet geloofd in de ware liefde. Wanneer Mollie in haar stamkroeg de knappe Otis tegenkomt en meteen kriebels voor hem voelt, is haar natuurlijke reactie meteen alles afkappen en weglopen. Als Otis niet veel later haar nieuwe collega blijkt te zijn die ze in moet werken, behoort ontwijken niet meer tot de mogelijkheden.

## Rolverdeling
| acteur                          | personage          |
| ------------------------------- | ------------------ |
| Jamie Grant                     | Mollie             |
| Juvat Westendorp                | Otis               |
| Sanne Langelaar                 | Donna              |
| Manuel Broekman                 | Frank              |
| Dick van den Toorn              | Alfred             |
| Ellemijn Veldhuijzen van Zanten | Betsy              |
| André Dongelmans                | Finn               |
| Barbara Sloesen                 | Claire             |
| Hanneke Drenth                  | Floor              |
| Peter Blok                      | Harm               |
| Henriëtte Tol                   | Lydia              |
| Oscar Aerts                     | Kas                |
| Maaike Martens                  | Tess               |
| Marcel Zwoferink                | Ron                |
| Rochelle Deekman                | collega            |
| Maarten Römer                   | collega van Claire |
| Uriah Havertong                 | man in bar         |
| Peter Bolhuis                   | vader van Tess     |
| Anke van 't Hof                 | moeder van Tess    |
| Emiel de Jong                   | bewaker            |

## Achtergrond
De film werd geregisseerd door Anna van Keimpema en geproduceerd door Marcel de Block en Tom de Mol. Het scenario van de film werd geschreven door Gerben Hetebrij. De opnamen van de film gingen in november 2021 van start in Utrecht. Hoofdrollen in de film waren weggelegd voor onder anderen Jamie Grant, Juvat Westendorp, Sanne Langelaar en Manuel Broekman.
Op 29 juni 2023 werd de eerste trailer van de film uitgebracht. Happy Single ging op 13 september 2023 in première bij Kinepolis Utrecht voor pers en genodigden, de film werd vervolgens op 21 september 2023 door distributeur Dutch FilmWorks landelijk in de bioscopen uitgebracht. Een kleine maand later, op 15 november 2023, werd de film bekroond met een Gouden Film voor het behalen van 100.000 bioscoopbezoekers.